# 受胎期間
從子女出生之日起，回溯至一定期間，若子女的雙親在該期間內，二人具有合法的婚姻關係，則子女在法律上被推定為夫妻的婚生子女。因此法律明定期間的長度以及計算之方式，以便判斷子女是否可以推定為婚生之女，即所謂受胎期間。

## 立法意旨
由於法律設婚生推定制度，定義婚生子女須具備的要件為：
1. 父母有婚姻關係存在
2. 須為父之妻所生
3. 受胎期間必須在婚姻關係存續中
4. 須自夫所受胎，即須與夫具有親子血緣關係

故要證明1.2是否符合，有客觀事實可以認定，但要證明3、4，則較為困難。故法律基本上相信婚姻中的妻，並依據醫學上的研究與經驗平均值，而設定受胎期間，作為計算是否子女推定為夫妻之婚生子女的準據。

## 各國法制
- 中華民國民法

第 1062 條：	
從子女出生日回溯第一百八十一日起至第三百零二日止，為受胎期間。
能證明受胎回溯在前項第一百八十一日以內或第三百零二日以前者，以其期間為受胎期間。
- 德國民法

第 1593 條：婚姻因一方死亡而解消者，其子女於婚姻解消後三百日內出生者，適用1592第1項規定。經證明子女自出生回溯已逾三百日，始受胎者，亦同。懷胎之生母再婚時，其子女出生後，依本條第1、2段及第1592條第1項規定，前後婚姻之配偶，同時可能為子女之父者，推定僅後婚配偶為子女之父。後婚配偶提起婚生否認之訴勝訴確定者，推定前婚配偶為子女之父。

## 例外規定
雖然子女之出生在受胎後181天內或302天以上分娩，一般較為罕見，但非不可能，故若能證明該子女的受胎回溯在前項第181日以內或第302日以前者，仍以該期間為受胎期間。故中華民國民法乃於第1062條第2項為如此規定，德國民法亦於第1600條為類似規定。
萬一受胎期間同時處於生母前後二段婚姻存續中，將使子女受到雙重的婚生推定，德國民法中規定，以後婚優先受到推定，但中華民國民法則未有規定，必須依賴當事人提起確定母再婚後所生子女生父之訴訟，到時依判決結果，確定生父為前後婚姻配偶中之何人才是真正的生父。。
1. ↑  陳, 棋炎; 黃, 宗樂; 郭, 振恭. . 台北市: 三民書局. 2009: 281–282. ISBN 978-957-14-5165-7.
2. ↑  德國民法 （页面存档备份，存于）.
3. ↑  戴, 炎輝; 戴, 東雄; 戴, 瑀如. . 台北市: 作者自版. 2014: 331.
4. ↑  家事事件法第3條第1項